# ビスケットの日

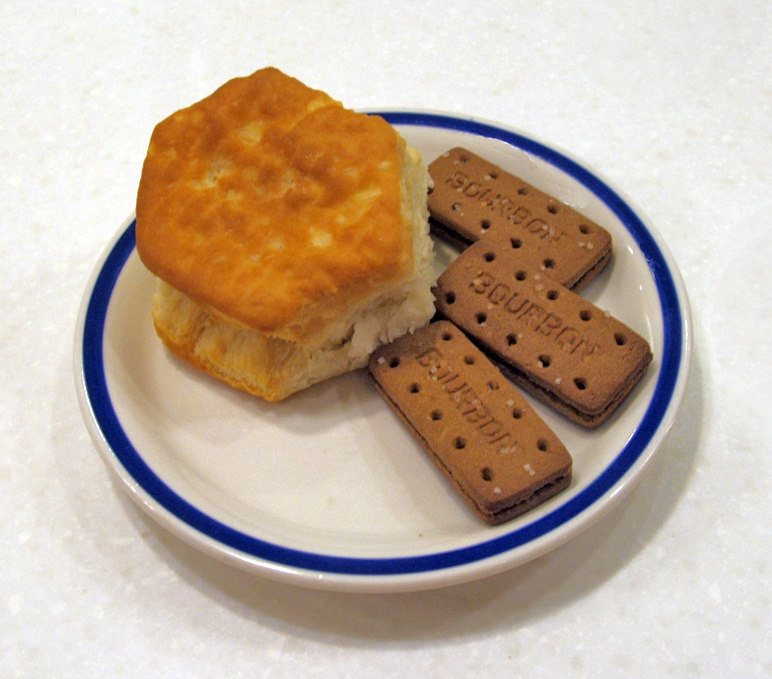
ビスケットの日。左がアメリカ式、右がイギリス式のビスケット

ビスケットの日（ビスケットのひ）とは、日本で1980年に社団法人全国ビスケット協会が制定した記念日。毎年2月28日。

## 制定
1855年（安政2年）2月28日、パンの製法を学ぶために長崎に留学していた水戸藩士の蘭医・柴田方庵が、オランダ人から学んだパン・ビスケットの製法を書いた「パン・ビスコイト製法書」を同藩の萩信之助に送った。これが、ビスケットの製法を記した日本初の文書とされている。
また、ビスケットの語源がラテン語で「2度焼かれたもの」という意味の「ビス・コクトゥス（bis coctus）」であることから、「に(2)どや(8)かれたもの」の語呂合せの意味も持たせている。